# Depresja wsobna
Depresja wsobna, depresja inbredowa – obniżenie dostosowania osobników powstałe w wyniku kojarzenia krewniaczego. Uwidacznia się szczególnie w fenotypie cech o niskiej wartości wskaźnika odziedziczalności i zdolności do adaptacji w nowych warunkach bytowania i spadku odporności na schorzenia. W konsekwencji przejawia się spadkiem przeżywalności i sukcesu rozrodczego.
Depresja inbredowa u zwierząt hodowlanych charakteryzuje się obniżoną plennością i płodnością, mniejszą wydajnością, gorszymi przyrostami dobowymi itp.
Przynajmniej część obciążenia genetycznego populacji uwidacznia się jedynie u homozygot, które ze zwiększoną częstotliwością występują w potomstwie spokrewnionych organizmów. Jest to szczególnie istotne w niewielkich populacjach, np. takich, które przeszły przez efekt wąskiego gardła, ponieważ tempo wzrostu wsobności jest odwrotnie proporcjonalne do efektywnej wielkości populacji. Głównymi czynnikami wpływającymi na depresję wsobną są przeszłe mutacje, selekcja i dryf genetyczny.
Zjawiska takie jak oczyszczanie czy ratunek genetyczny zmniejszają depresję wsobną, choć ich celowe przeprowadzanie wiąże się z ryzykiem przynajmniej okresowego zmniejszenia dostosowania.